# Мильне
Ми́льне — село в Україні, у Залозецькій селищній громаді Тернопільського району Тернопільської області.
Адміністративний центр колишньої Мильнівської сільської ради, якій було підпорядковане село Бліх (до 2020). 
До Мильного приєднані хутори Бецулова, Буковина, Гонтова (до 1946 — село), Каменеччина, Копань.Розташоване на річці Гук, на заході району.  
До липня 1917 поблизу Мильного був хутір Окопи, де під час Першої світової війни загинули понад 300 російських солдатів.
Населення — 898 осіб (2001).

## Населення

### Мова
Розподіл населення за рідною мовою за даними перепису 2001 року:
| Мова       | Кількість | Відсоток |
| ---------- | --------- | -------- |
| українська | 897       | 99.89%   |
| російська  | 1         | 0.11%    |
| Усього     | 898       | 100%     |

## Історія
Давня назва села — Підліски. На місці села колись були великі широколисті та хвойні ліси. За переказами тут переховувались втікачі від панів. Часто їм доводилося блукати, «милити», шукаючи стежки, щоб вийти з лісу. Перші поселенці назвали селище Підлісками, а пізніше від слова «милити» виникла назва Мильне. 
За іншою версією про походження назви села — воно здавна було розташоване над сімома річками. Ці річки вилися поміж горбками і на них було багато водних млинів. Від «мелення» взяло назву спершу Мельно, а згодом Мильно.

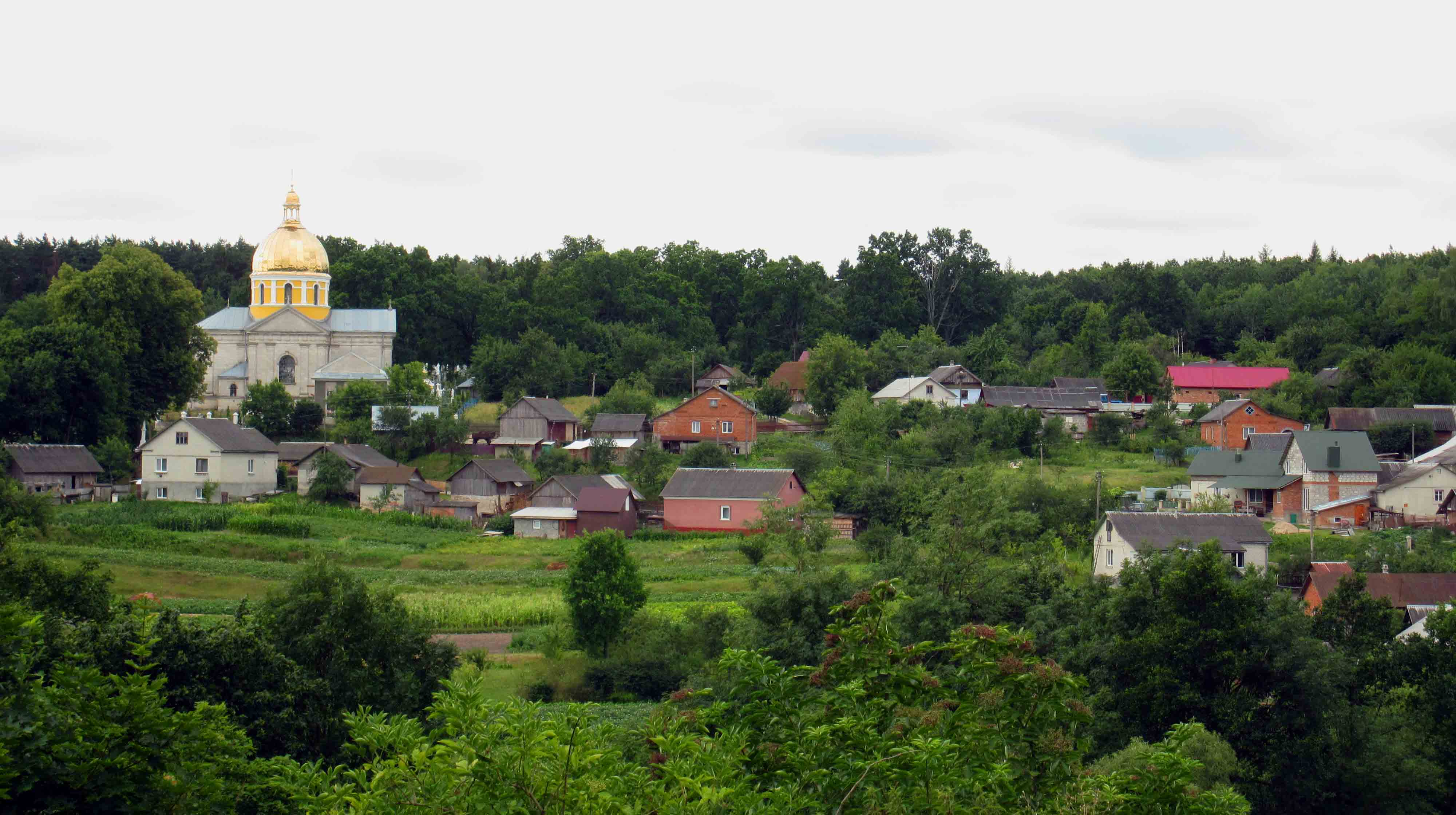
Панорама Мильного

На території села виявлено багато археологічних пам'яток, які датуються різними періодами — від мезоліту до Давньоруської держави. Найбільше у селі є пам'яток ранньої залізної доби та Черняхівської культури.
Село Мильне відоме від XVI ст. Христофор Васічинський відпустив Мильно Жигмунтові Порандовському 1617 року за позичку 2000 злотих. На лівому березі р. Гук на висоті понад 377 метрів був ліс Кам'янецька Дубина. Колись був там замок, з якого до другої половини XIX ст. залишилися лише руїни. З замкового каменю збудовані стайні і приміщення для двірської служби.
Головними заняттями селян були землеробство, садівництво, бджільництво, рибальство. З народних промислів були розвинуті ткацтво, лозоплетіння та бондарство.
Топонімічні назви вулиць та частин села: Підліски, Красовеччина, Каменеччина, Буковина, Деркачівка, Куток, Могилки, Каролівка, Посіч, Парцеляція, Пасовиско.
У 1880 році в Мильному було 2223 мешканці в громаді та 76 у дворі. З них 1012 греко-католиків, які мали свою парафіяльну церкву, приналежну до Залозецького деканату; до неї належали також греко-католики з Бліху й Гонтови. 1073 римо-католики належали до парафії в Залізцях, але мали в селі свою каплицю, у якій часом відправлялось богослужіння. 1910 року в селі було 2744, 1921 р. — 2283 мешканці, 1935—1326 греко-католиків, 1530 римо-католиків і 32 євреї.
1883 р. відкрита чотирикласна школа з українською і польською мовами навчання. У 1920 — 30-х роках тут вчителював Гореслав Рожанський. У 1939 році школа була початковою, а з 1945 року — семирічною. У 1968 році збудовано двоповерхове приміщення нової школи, яка у 1975 році, за директорства Б. Зозулі, стала середньою.
В часи визвольних змагань 1918—1920 рр. в Українській Галицькій армії служили:
1. Віктор Войцишин (жандармерія) — помер від тифу в м. Жмеринці 4.02.1920 р.
2. Сафат Слободян — загинув.
3. Іван Була.
4. Антон Петрик.
5. Микола Джуль
6. Михайло Козак.
7. Степан Луцик.
8. Микола Єднорович та інші.

У 1928 році в селі засновано читальню «Просвіти». Засновником її був о. А. Іщак. Найбільшого розквіту читальня досягла в 1930-х роках, коли її очолював випускник гімназії Петро Букало. Головами читальні були Петро Семчишин, Іван Щербина, Михайло Домарецький, Павло Петрик, Микола Джуль, Маркіян Караїм. Восени 1930 року село зазнало жорстокої «пацифікації». Польська кіннота розгромила читальню, кооперативу і зруйнувала будинки декількох патріотів.
1939 року село зайняла Червона армія. У 1940 році арештували М. Авдиковича, М. Караїма, М. Безкоровайного, С. Козака — усі загинули у тюрмі. В концентраційному німецькому таборі загинув А. Петрик. 7.03.1944 року село вдруге зайняла Червона армія. Тоді насильно забрали на фронт 307 чоловік (разом з Бліхом і Вертелкою). Не повернулося — 86.
Населення Мильного активно брало участь у визвольній боротьбі ОУН-УПА. В роки відродження (1990—2000 рр.) в селі виникло товариство «Просвіта», Рух.
12 червня 2020 року, відповідно до розпорядження Кабінету Міністрів України № 724-р «Про визначення адміністративних центрів та затвердження територій територіальних громад Тернопільської області» увійшло до складу Залозецької селищної громади.
19 липня 2020 року, в результаті адміністративно-територіальної реформи та ліквідації Зборівського району, село увійшло до складу Тернопільського району.

## Із села вийшли визначні люди
Павло Джуль (14 жовтня 1921; Мильно — 2 листопада 2015; Детройт, Мічиган, США) — вчений, лікар-отоларинолог, доктор медичних наук. Народився 1921 року в с. Мильно у свідомій селянській сім'ї. Закінчив народну школу у с. Мильно і м. Залізці, а гімназію у Тернополі у 1942 році. Медичні студії розпочав у Львові, а закінчив в Інсбруку (Австрія) у 1948 році. В 1949 р. емігрував до США. Поселився у м. Детройт. Спеціалізується з отоларингології у Вейнському університеті і стає членом Американської академії отоларингології та членом Американської колегії хірургів. 1996 р. у співпраці з проф. В. Запорожаном, ректором Одеського медичного університету склав і видав Англо-український словник медичної термінології. Від 1992 до 2000 року — президент Світової Федерації українських лікарських товариств. Написав 20 наукових статей з медицини, 58 редакційних статей, 185 коротких медичних статей та 125 перекладів наукових статей, які публікувались на сторінках «Лікарського вісника». П. Джуль проживав у Детройті, штат Мічиган.
Ярослав Чумак — професор, викладав педагогіку і методику навчання релігії у Богословській академії у Львові. 1944 року переїхав до Австрії, а звідти до Канади, де працював у суді і був директором інституту для недорозвинених дітей.

## Село відоме наступними історичними пам'ятками

### Церква Різдва Пресвятої Богородиці
Дерев'яна церква збудована 1755 року. Знаходилась вона біля теперішньої кам'яної. Поруч була зведена дерев'яна дзвіниця. На 1897 рік у мильнівській парафії налічувалось 1700 греко-католиків. Для такої кількості парафіян церква була затісною. Виникла потреба побудови нового Божого храму. Спільними зусиллями жителів Мильно та Бліху поруч із старою церквою у 1900 році розпочато будівництво нової кам'яної. В 1906 році, за о. Івана Стефаневича, закінчено будову величавої мурованої церкви Різдва Пресвятої Богородиці, яку під час візитації посвятив Митрополит А. Шептицький. Стару дерев'яну у 1907 році продано до села Кругів Золочівського району.
З інвентарних описів храму довідуємось, що церква побудована з тесаного каменю у нововізантійському стилі у вигляді хреста, з одним куполом, крита бляхою, з кам'яною підлогою (теребовлянське каміння), розміром 26/16 м. Один вхід головний, один бічний — через ризницю. Вікна мають залізні рами і кольорові шиби.
Новозбудована церква стала однією з найкращих культових споруд в околиці, віддалік виділялася з-поміж невеликих будівель під стріхою, змінила краєвид села. Під хрестом на куполі нашого храму є півмісяць, як пам'ять і символ повернення хрестів від зверхності турків у XV—XVI ст. На церковному подвір'ї, між храмом і дзвіницею, особливим є місце, де стоїть фігура Божої матері — пам'ятка про стару церкву. У 2006 році, під час відзначення сторіччя місцевої церкви, поруч встановлено і посвячено капличку Пресв'ятої Діви Марії.
Священиками церкви були о. Т. Кунцевич, о. І. Глібовицький, о. І. Стефановський. Після визвольних змагань у 1920-х роках парохом Мильна був до початку 1930-х років о. доктор Андрій Іщак, відтак професор Греко-католицької Богословської Академії у Львові і парох Сихова. У 1941 р. був арештований і замучений більшовицькими загонами НКВД. В час візиту Папи Павла Івана II до Львова у 2001 році беатифікований в число блаженних мучеників. Після о. А.Іщака на парафії Мильна служив о. В. Корчинський (помер у США), о. І. Боднар і зараз о. В. Небесний.

### Джерело «Цикля»
Знаходиться на вулиці Деркачівка в урочищі Могилки. Джерело розміщене в яру на схилі долини з правого берега р. Гук. Вода спокійно витікає з проміжків між часточками породи (вапняків) по площині напластування, збирається у невеличкій карстовій порожнині, звідти витікає струмочком по схилу вниз до річки.
Своїй назві джерело завдячує легенді, що містить дві типові сюжетно-образні колізії — виникнення джерела, потоку з невинних людських сліз та цілющі лікувальні властивості водойми. У цій легенді діє міфологічний образ — сила людського прокляття, жертвою якої стають невинні люди.
«Тут, на горбі, серед дрімучих лісів, у давнину, кажуть, була велична церква, яка за таємничих обставин провалилася крізь землю, „запалася“, як кажуть старожили. В одній з убогих сільських хатин, що тулилася одна до одної, біля підніжжя гори, жила самотня стара жінка, на дивне ім'я Цикля. Та й сама жінка була не менше дивна, а вірніше буде сказати — лиху вдачу мала. Ні за що, ні про що лаялася з усіма, нарікала та лютувала так, що прокльони градом сипалися з її уст. Тому багато селян побоювалися лиходійки та обминали „десятою дорогою“ аби не наразитися на лайку.
У весняному розмаї потопали вбогі хати. На горбочку, святково прибрана церква чекала на своїх парафіян, адже настав Великдень, який збігся того року з Благовіщенням — одним з найбільших свят церковного календаря. Свято було подвійне. В недобру годину зібралась до церкви і Цикля. Підіймалася на горбок знайомою лісовою стежкою, на якій траплялось і гостре каміння. На лихо Цикля поколола та зранила ноги. Навіть у церкві біль не вщухав. І раптом з вуст жінки злетіли страшні слова: „А щоб ти ся запала! Щоб пропала, щоб…“. Не встигла Цикля доказати, як раптово вдарив грім, пустився зливний дощ, земля здригнулася, грізно загула і розступилася, а церква разом з людьми пішла глибоко під землю, „запалася“.
На тому місці, де зникла церква, залишилася рана — улоговина дивовижної форми. Звідти виплили людські сльози й утворили джерело і маленький потічок, який ніби змиває Циклині прокльони, несучи свою воду до річки Гук, що тече в долині.
Кожного разу на Великдень прийшовши сюди і уважно вслухаючись, можна почути дивні звуки. Жителі кажуть, що глибоко під землею правиться Великодня Служба Божа у церкві, що „запалася“, і на зовні долітає спів церковного хору».
Минають дні, віки… Чимало води витекло річкою Гук з того часу. А в урочищі «Могилки» з-під великого каменя віками б'є чисте джерело. Вода в ньому прозора, холодна і має добрий смак і цілющі властивості. Колись звідусіль приходили до джерела, щоб напитися води і зці від хвороб. А ще вода змиває прокльони і застерігає від лихих звичок старої Циклі.

### Парафіяльний костел(поч. XXст.)

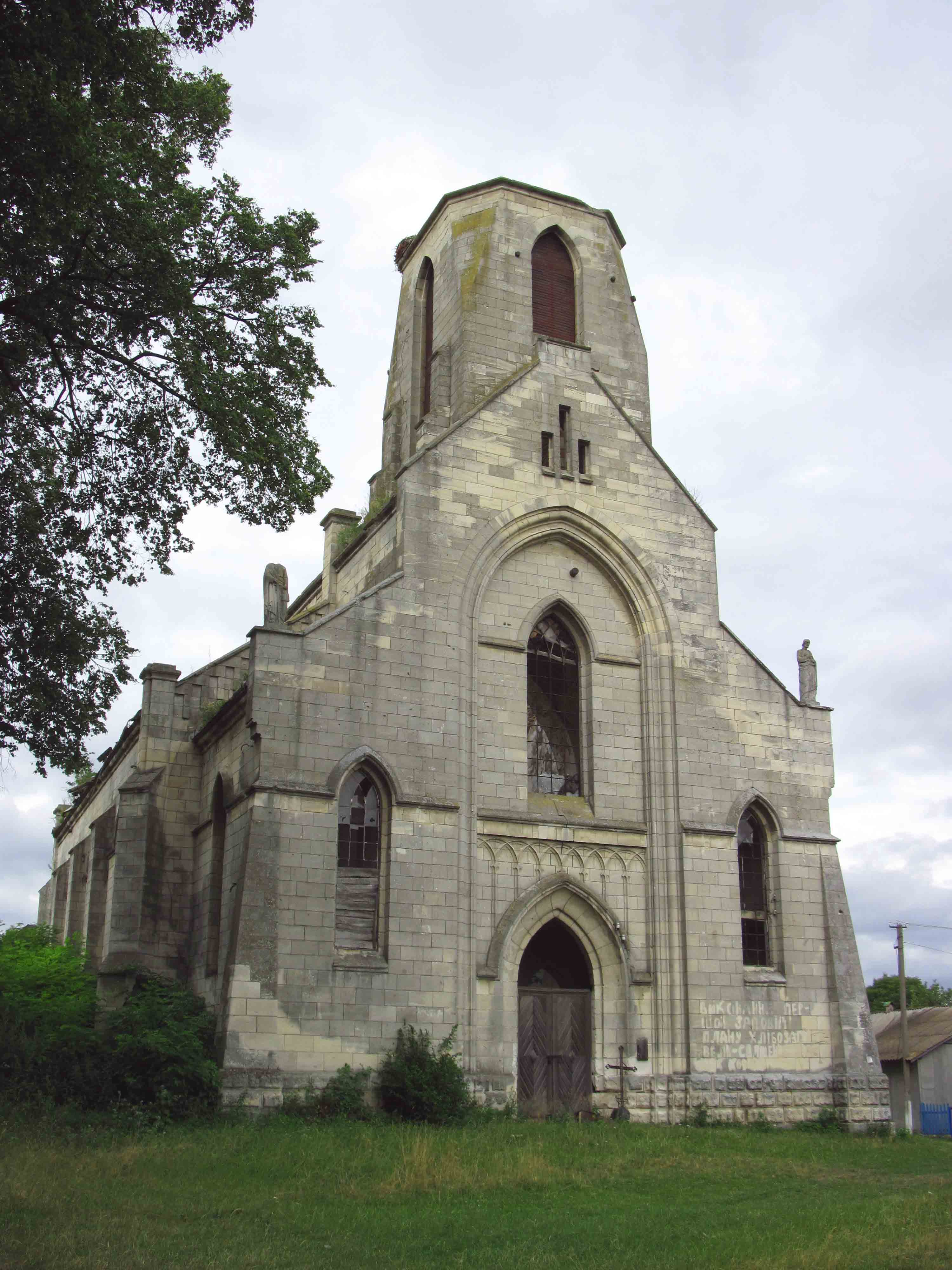
Костел св. Івана Хрестителя

У Мильно прихильників римо-католицької церкви було багато. За офіційними даними на 1906 рік у селі нараховувалось 790 латинників. Тому перед першою світовою війною 1908 року польська громада Мильна вибудувала на вулиці Буковина великий костел у готичному стилі і підвищилася у 1920-х роках до ролі парафії римо-католицької, охопивши також с. Гонтову. 1910 року на Богоявлення Господнє відбулося освячення костела і став він називатися парафіяльним костелом св. Івана Хрестителя.
Костел миленський запроектував архітектор Вавжинець Дайчак, родом із сусіднього с. Ренів.
Костел у роки Першої світової війни був ушкоджений, але не зруйнований. В. Дайчак проектував і наглядав за відбудовою зруйнованої вежі костелу в 1925—1930-ті роки.
Фасад костелу складається з високої вежі, яка низом була обрамлена вісьмома трикутними малими вежами. Вгорі, на великій вежі була розміщена корона і куля з хрестом. На верхніх крайніх елементах будівлі фасаду височіли кам'яні фігури апостолів Петра і Павла. Саме ці святі найбільше шановані католиками серед інших. Дах і верхній хрест вежі покриті цинковою бляхою. Склепіння даху і вежі — з тесаного білого пісковика та цегли.
Всередині костелу підлога була викладена чорними і кремовими керамічними плитками. Шість масивних колон сягали склепіння, двері дерев'яні, вікна чавунні.
Доля миленського костелу, як і всієї польської громади, була трагічною. 1944 року, після депортації польського населення радянською владою, усі метрики та записи було передано до греко-католицької церкви с. Мильно. Таким само способом вдалося врятувати від знищення частину ікон (Матері Божої Неустанної Помочі та Ісуса Христа), ручний хрест, фігурки св. Петра і Павла, кам'яну купальницю, лавки.
Після війни, коли утворили колгосп, комуністи Божий храм перетворили на колгоспну комору — більшовицька влада пристосувала величезне приміщення храму для складу зерна, куди селяни здавали контингент для держави. На фасадній стіні костелу і досі зберігся нечіткий напис в стилі радянської агітації 1950-х років по здачі контингенту. Згодом на ще збережену підлогу посипалось міндобриво. Воно завдало неабиякої шкоди не лише плитці на підлозі.
18 лютого 1994 року жителями Буковини було повністю очищено костел від сміття. Костел у с. Мильно стоїть до нинішнього часу. Він не діє, бо поляків у селі немає.

### Гора Гонтова

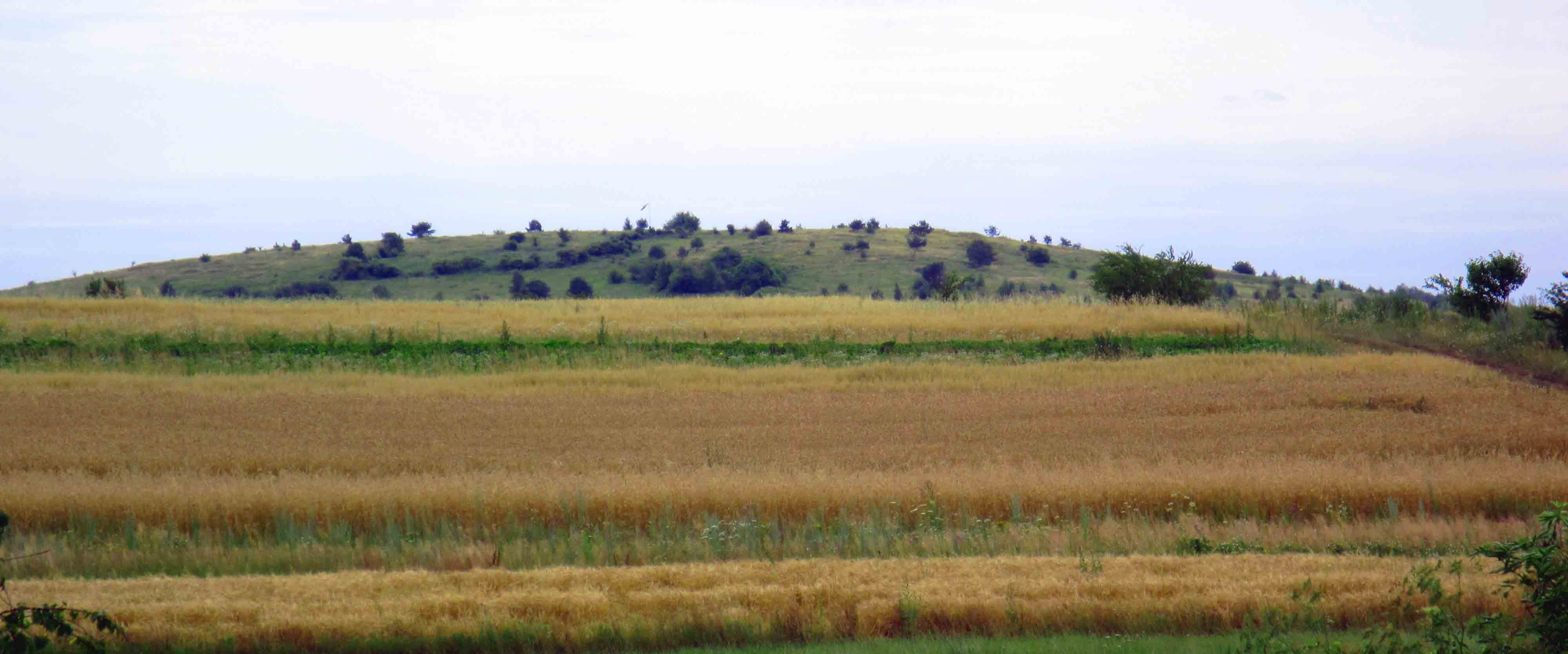
Вид на гору Гонтову

Одна із найвищих вершин Подільської товтрової гряди з абсолютною висотою 421 м. Складена вапняковими породами, які в багатьох місцях виходять на поверхню. З вершини відкривається широкий краєвид. В погожу днину звідси добре видно золоті бані Почаївської лаври. Вершина плоскої форми. На ній знаходяться численні ями, що залишилися після видобутку каменю. На вершині збереглися залишки двох дотів часів Першої світової війни, коли у 1916 році російсько-австрійський фронт довший час проходив по Товаровій гряді. Біля підніжжя гори, зі східного боку, до 1944 року існувало польське село Гонтова. Від нього власне і походить назва вершини, бо оселі тутешніх жителів у ті часи мали дахи, покриті тонкими дерев'яними дощечками — гонтом. Це невелике (приблизно 50 дворів) село було спалене у 1944 році під час трагічного протистояння між Українською Повстанською Армією і місцевими формуваннями польської Армії Крайової.

### Символічна могила воїнам УПА (урочище Копань)
Хутір Копань знаходився у доброму стратегічному місці. Тут проходила спеціальна лінія зв'язку Карпати — Волинь в час революційної боротьби ОУН-УПА в 1940-50-х роках. Недалеко знаходився надрайонний провід ОУН. Жителі хутора були свідомими українцями, всіляко підтримували і допомагали повстанцям.
Повстанці в недалекому від хутора лісі мали добре обладнані дві криївки. В одній із них містився провід СБ.
Більшовицьке око не лишило поза увагою цей хутір. 7.03.1945 року тут зупинилась боївка СБ. Частина із них зупинилася в хаті Михайла Луцика, а інші заночували в криївці в недалекому лісі.
За даним хутором добре слідкувала сексотська служба Залозецького НКВД. О шостій годині ранку гарнізон із Залізець і Глубичка оточив хутір та ліс навколо нього. Посипались відчайдушні постріли повстанців, але вирватись із оточення хлопці не змогли. Гарнізонці запалили хату. Хлопці бились до останнього набою, душачись в димі палаючої хати. Щоб не згоріти в хаті, на подвір'я вискочили господар М. Луцик та його дружина Ганна з малою дитиною на руках. Їх карателі облили бензином і запалили. Ганна встигла викинути ще маленького сина в кущі. (Його пізніше знайшли сусіди. Він виховався в селі, а як підріс виїхав на Херсонщину). Поранених повстанців теж витягали на подвір'я, обливали бензином і спалювали. По слідах, що залишилися на снігу, більшовики зайшли до криївки в лісі. Почався нерівний бій. Повстанці героїчно оборонялися, а коли побачили, що їм не вирватись з оточення, знищили всю документацію і підірвались у криївці.
В цьому нерівному бою загинули: Степан Бурава («Недоля»); Василь Олійник («Марко»); Микола Дец («Крилатий»); Ярослав Макар («Олень»); Григорій Левицький («Чорний»); Іван Пивоварчук («Лісовий»); «Чуприна»; «Костик», «Богун». Крім них, дев'ять інших героїв невідомих, а також Михайло Луцик з дружиною Ганною.
Зразу після бою сміливці з с. Мильно похоронили повстанців і родину Луциків на цвинтарі в с. Мильно. У 1993 році на хуторі Копань споруджено пам'ятник полеглим, проведено відзначення цього героїчного бою.
Пам'ятник Незалежності (фігура Божої Матері)
Почесне місце у західній частині Мильна (при в'їзді у село) займає пам'ятник — фігура з постаттю Божої Матері, поставлена 1992 року в першу річницю незалежності. Вона присвячена пам'яті тих односельчан, що загинули за волю і незалежність України, репресованих, тих, що не повернулися із заслання в Сибір, із чужих для українців війн.
Поблизу села виявлено археологічні пам'ятки раннього залізного часу.
Відоме від 16 століття.
1717 — власність Ж. Парандовського.
Діяли «Просвіта» та інші товариства.

### Скульптура святого Флоріана
Пам'ятка монументального мистецтва місцевого значення. Розташована на вулиці Буковина, неподалік костелу, на узбіччі дороги.
Робота самодіяльних майстрів, виготовлена із каменю (встановлена 1862 року).
Постамент — 2,5х1,65х1,6 м, скульптура — 1,5 м, площа 0,0003 га.

## Пам'ятки
Є церква Різдва Пречистої Богородиці (1906, кам'яна, камінь під будівництво церкви посвятив Андрей Шептицький у 1904 році).

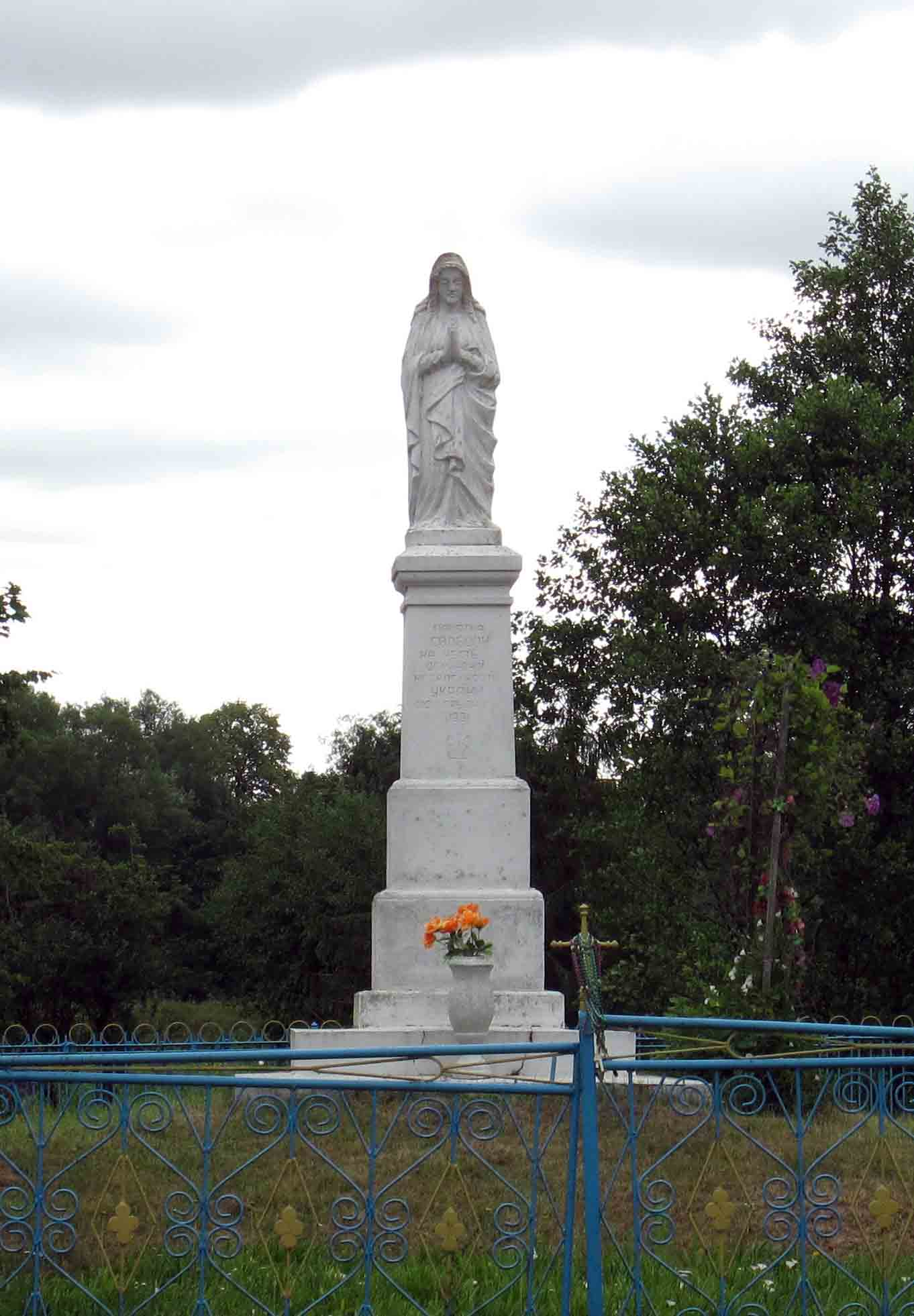
Фігура на честь проголошення Незалежності України

Споруджено меморіальний комплекс полеглим у німецько-радянській війні, пам'ятник 17-ти воякам УПА, полеглим у березні 1945 (1993, х. Копань), встановлено пам'ятні «фігури» на честь скасування панщини та проголош. незалежності України (1992).
На західній околиці села є могила червоноармійця І. Печейкіна, обгороджена бордюром із каменю-пісковику.
Сільській раді підпорядковано комплексну пам'ятку природно-заповідного фонду місцевого значення «Гонтова гора», яка створена рішенням Тернопільської обласної ради від 15 грудня 2011 року для захисту Товтрової гряди.
Скульптура святого Миколая
Щойновиявлена пам'ятка історії. Розташована в центрі, навпроти церкви.
Виготовлена самодіяльними майстрами з каменю; встановлена 1867 р.
Постамент — 1,75х1,75, висота — 2,55 м; висота скульптури — 1,5, площа 0,0003 га.

## Соціальна сфера
Працюють ЗОШ І–ІІІ ступ., Будинок культури, бібліотека, ФАП, відділення зв'язку.

## Відомі люди

### Народилися
- Іван Безкоровайний - український військовик, вояк УПА, лицар Бронзового хреста заслуги ,
- А. Гловацький - краєзнавець ,
- Павло Джуль - український лікар, громадський діяч, добродійник ,
- Анастасія Луцик - доярка колгоспу «Правда» Зборівського району Тернопільської області, Герой Соціалістичної Праці, депутат Верховної Ради СРСР 6—7-го скликань ,
- І. Луцишин - військовик ,
- Ярослав Чумак - український психолог, педагог, соціолог .

### Проживали
- Василь Охримович  (24 травня 1914 — 19 травня 1954) — український військовий і політичний діяч. Член УГВР та ЗП УГВР. Майор-політвиховник УПА.

## Галерея

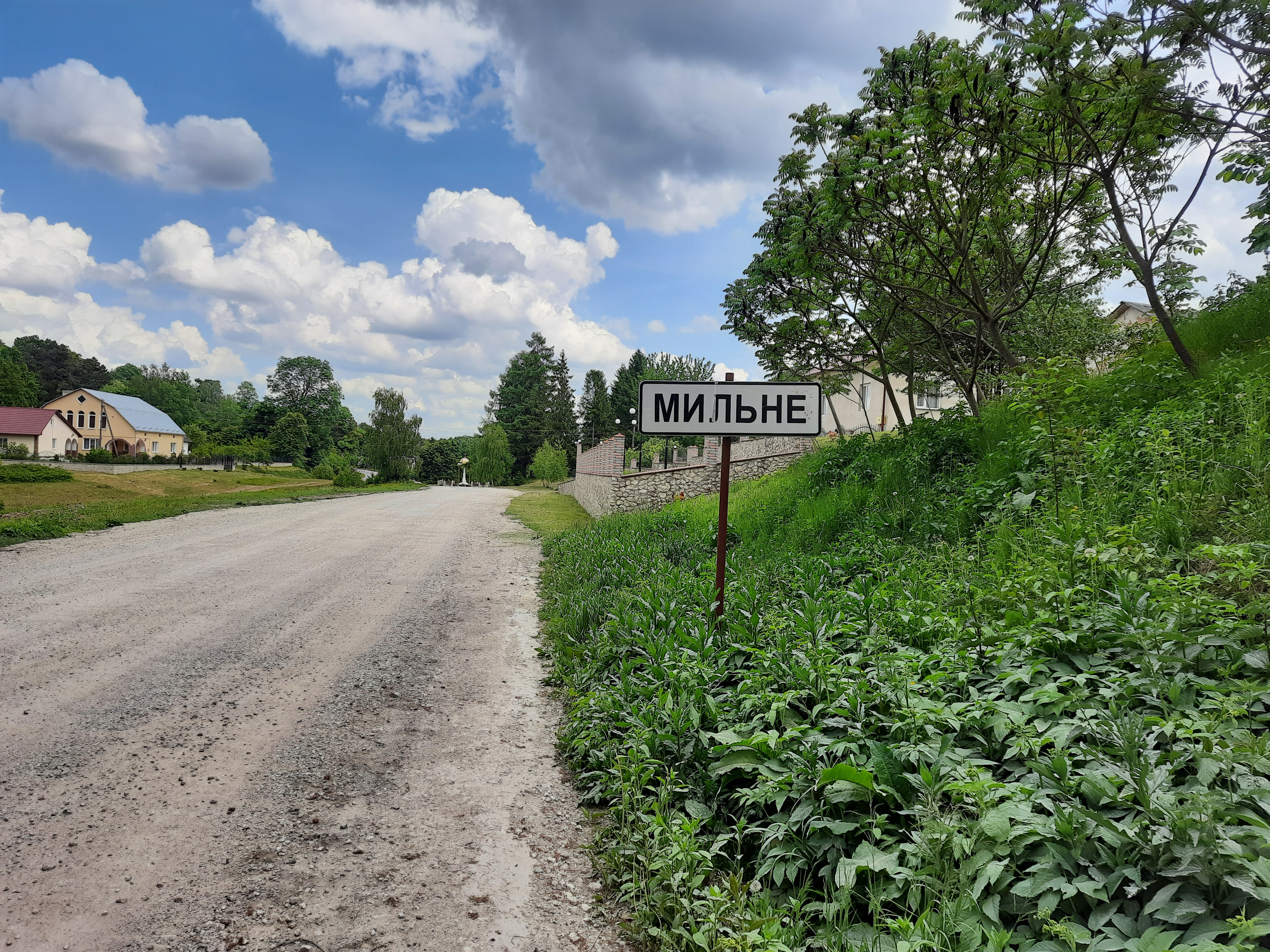
Дорожній знак при в'їзді в село
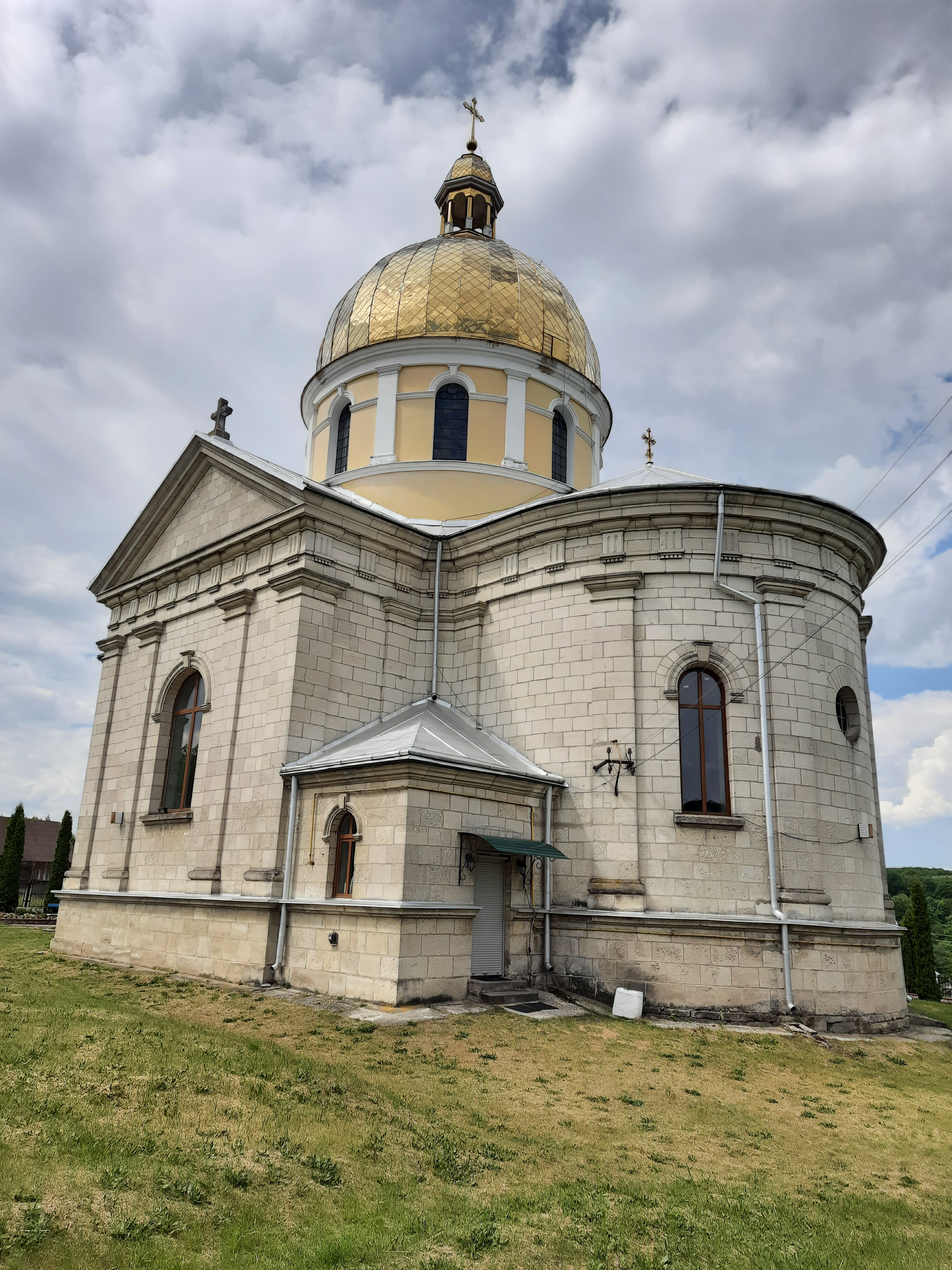
Церква Різдва Пресвятої Богородиці
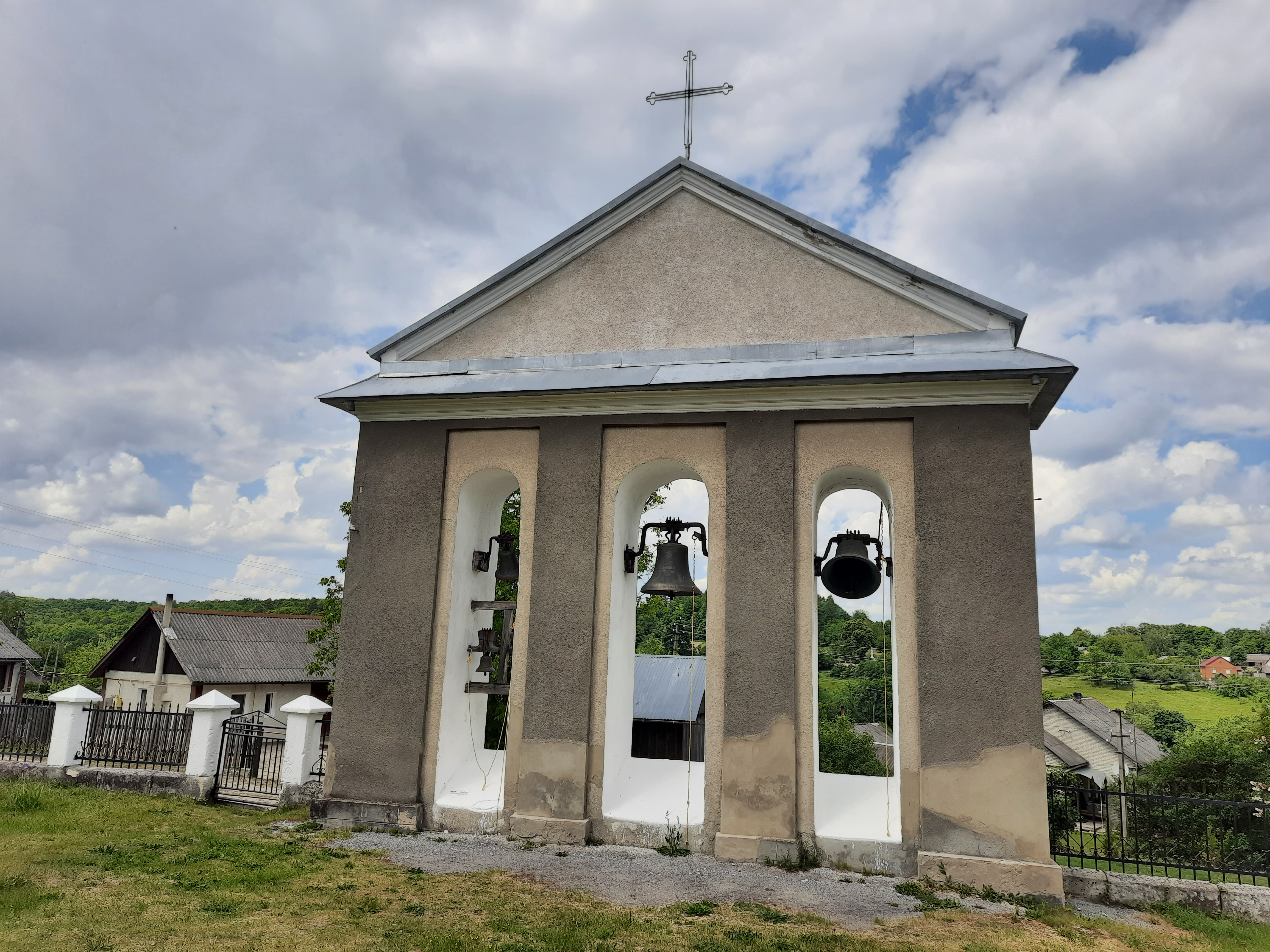
Дзвіниця церкви Різдва Пресвятої Богородиці
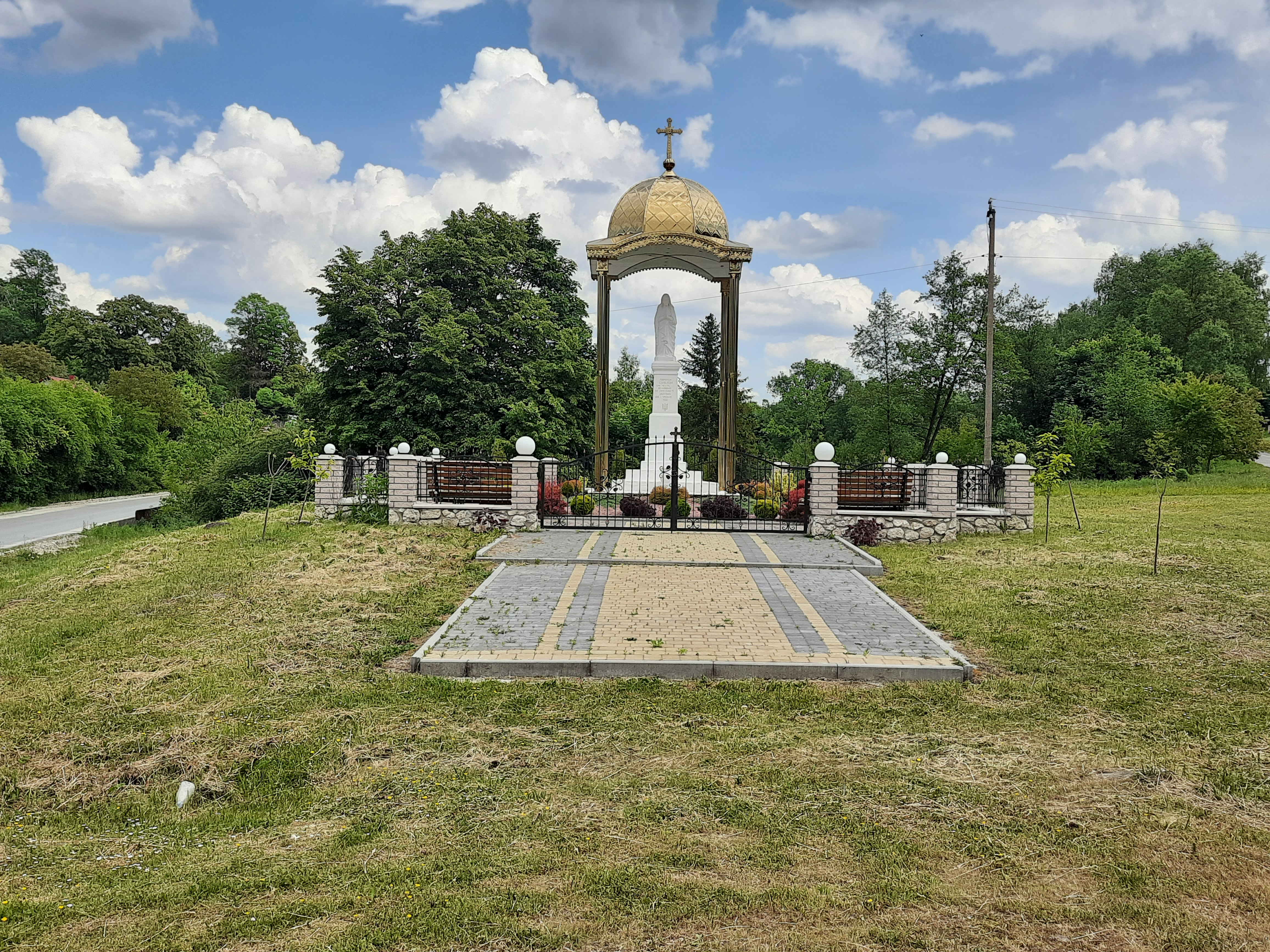
Скульптура Божої Матері
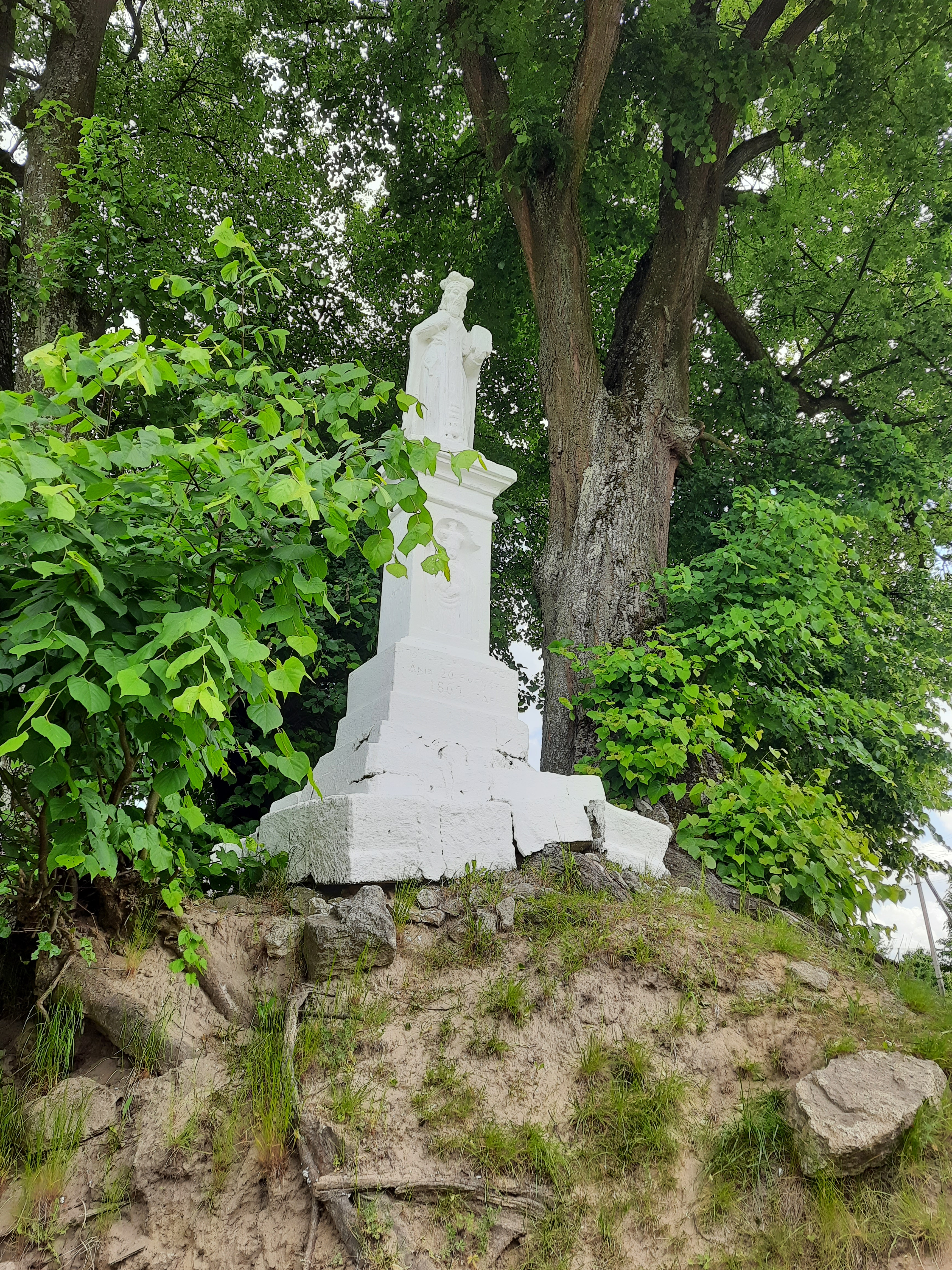
Скульптура Святого Миколая
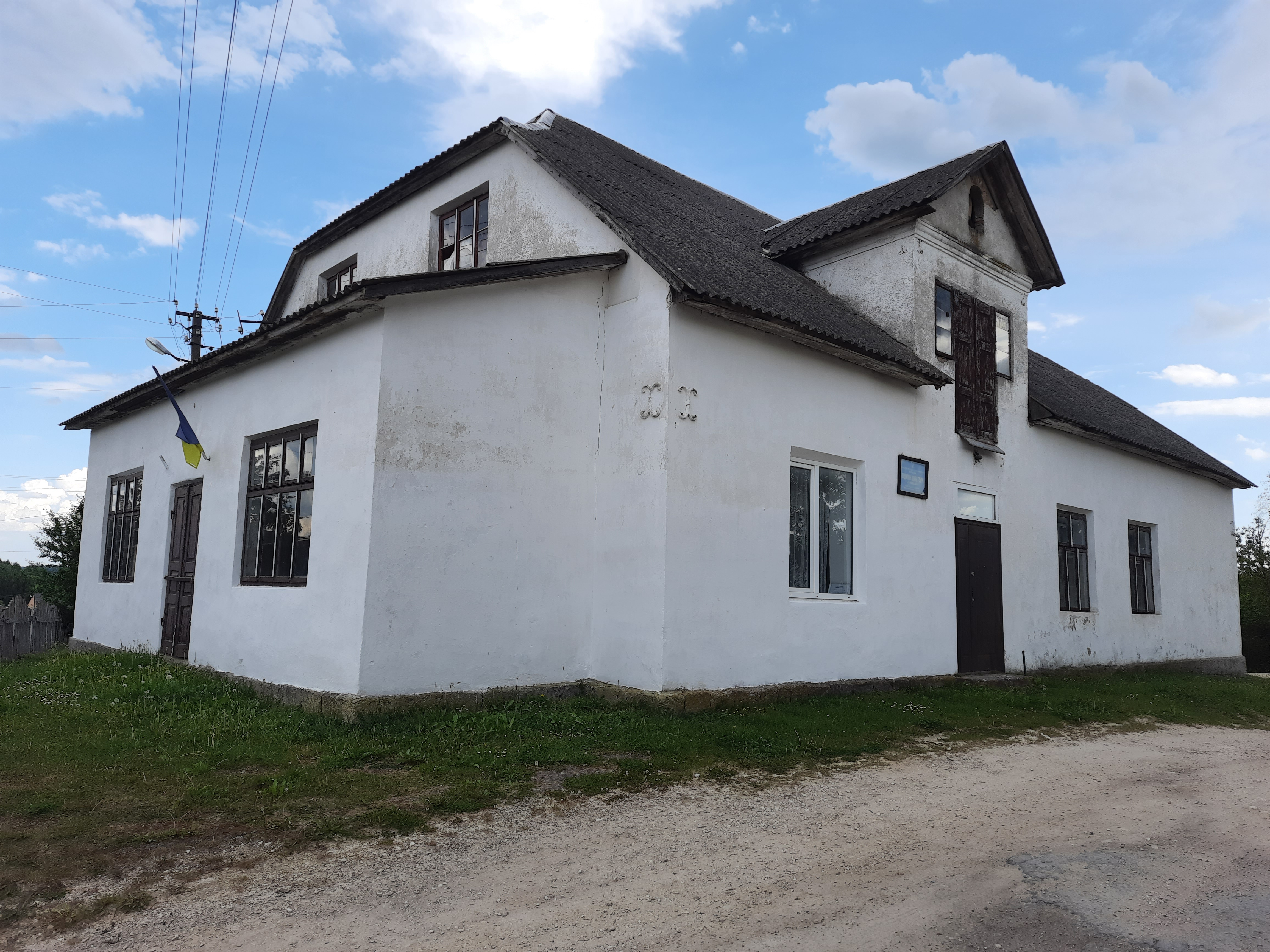
Будинок культури